# Marynki (powiat łęczycki)
Marynki – wieś w Polsce położona w województwie łódzkim, w powiecie łęczyckim, w gminie Góra Świętej Małgorzaty.
Przez wieś przebiega droga wojewódzka nr 703.
W latach 1954–1959 wieś należała i była siedzibą gromady Marynki, po jej zniesieniu w gromadzie Góra Małgorzaty. W latach 1975–1998 miejscowość administracyjnie należała do województwa płockiego.